# 康考迪亞神廟 (羅馬)

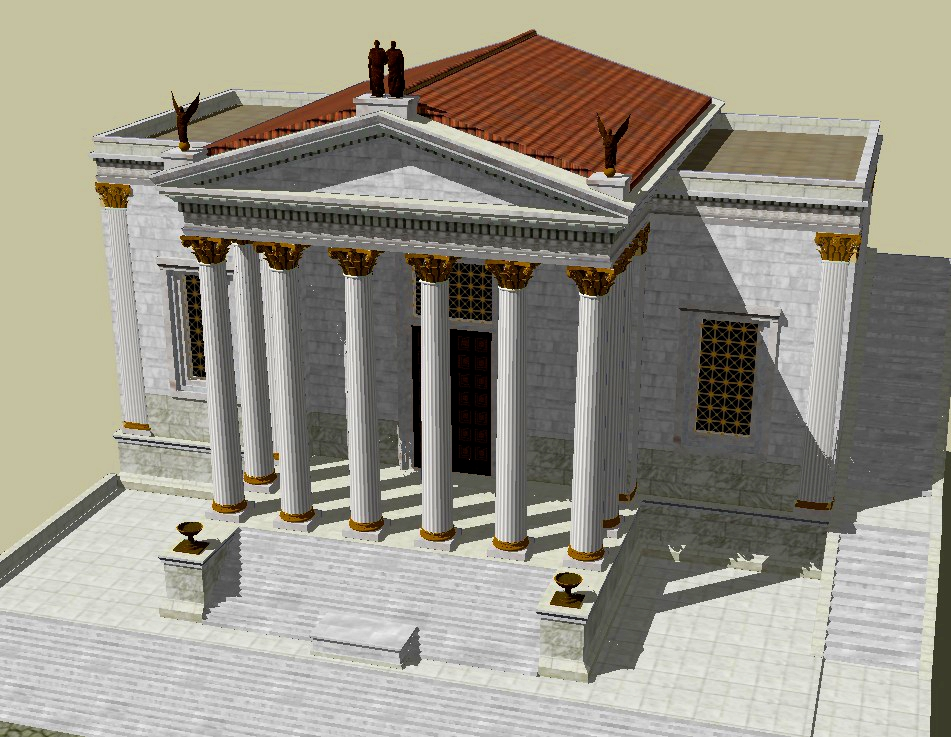
康考迪亞神廟

康考迪亞神廟（Temple of Concord）是位於羅馬古羅馬廣場西端，紀念古羅馬神話中和平女神康考迪亞的神廟。康考迪亞神廟修建於西元前4世紀，此後經歷了多次重建和破壞，最後一次重建是西元7年至西元10年時期。1450年時，康考迪亞神廟完全倒塌，其石材被其他建築所使用。羅馬帝國各地的康考迪亞神廟基本都是以該神廟為模型修建的。